# 1875 no Brasil
Esta é uma cronologia dos fatos acontecimentos de ano 1875 no Brasil.

## Incumbente
- Imperador – D. Pedro II (9 de abril de 1831-15 de novembro de 1889).

## Eventos
- 4 de janeiro: É fundado o jornal O Estado de S. Paulo (Estadão), em São Paulo (SP).
- 20 de maio: O Brasil adota o sistema métrico durante a Convenção do Metro ocorrida em Paris, sendo signatário junto a outros 16 países.
- 31 de maio: Chegam ao país os 150 imigrantes italianos com o navio Rivadávia.
- 30 de julho e 17 de setembro: Os índios, que podem ser alistados no exército e na armada, são declarados.
- 2 de agosto: O primeiro número da Gazeta de Notícias é publicado no Rio de Janeiro.
- Setembro: Fim da Questão religiosa.
- 24 de dezembro: A Paróquia de Nossa Senhora da Conceição é criada em Curitibanos, Santa Catarina. Começa o serviço telegráfico entre o Rio de Janeiro e as províncias da Bahia, de Pernambuco e do Pará.[1]